# Rosolino Grignani
Rosolino Grignani (Bascapè, 11 ottobre 1908 – Lodi, 27 aprile 1945) è stato un calciatore e partigiano italiano, di ruolo attaccante.

## Biografia
Terzultimo dei sei figli di Annibale e Pierina Cremonesi, nacque a Bascapè, in provincia di Pavia. Crebbe a Lodi, dove trovò lavoro come direttore del reparto stampi in bachelite presso le Officine Adda.

## Carriera sportiva
Ala destra dal fisico robusto, Rosolino Grignani ha giocato esclusivamente nel Fanfulla, nelle stagioni a cavallo degli anni '20 e '30. Esordì in maglia bianconera nel campionato di Prima Divisione 1929-1930, nel derby contro il Codogno, segnando una rete. Nel Guerriero giocò per otto stagioni, collezionando 25 reti.

## Carriera militare

### L'attività partigiana e la morte

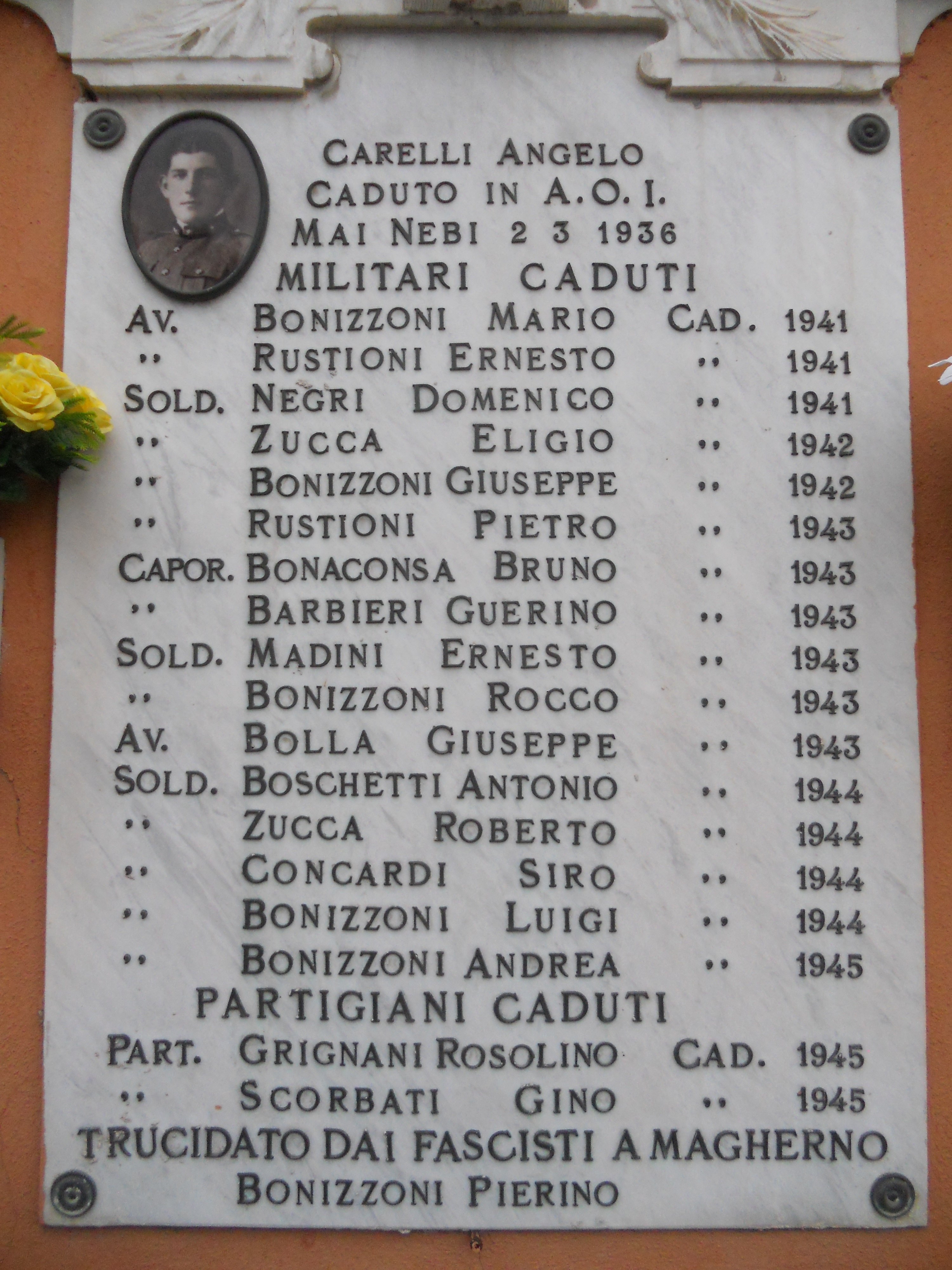
Lapide Commemorativa dei caduti della Seconda Guerra Mondiale posta sulla parete esterna del comune di Magherno (PV)

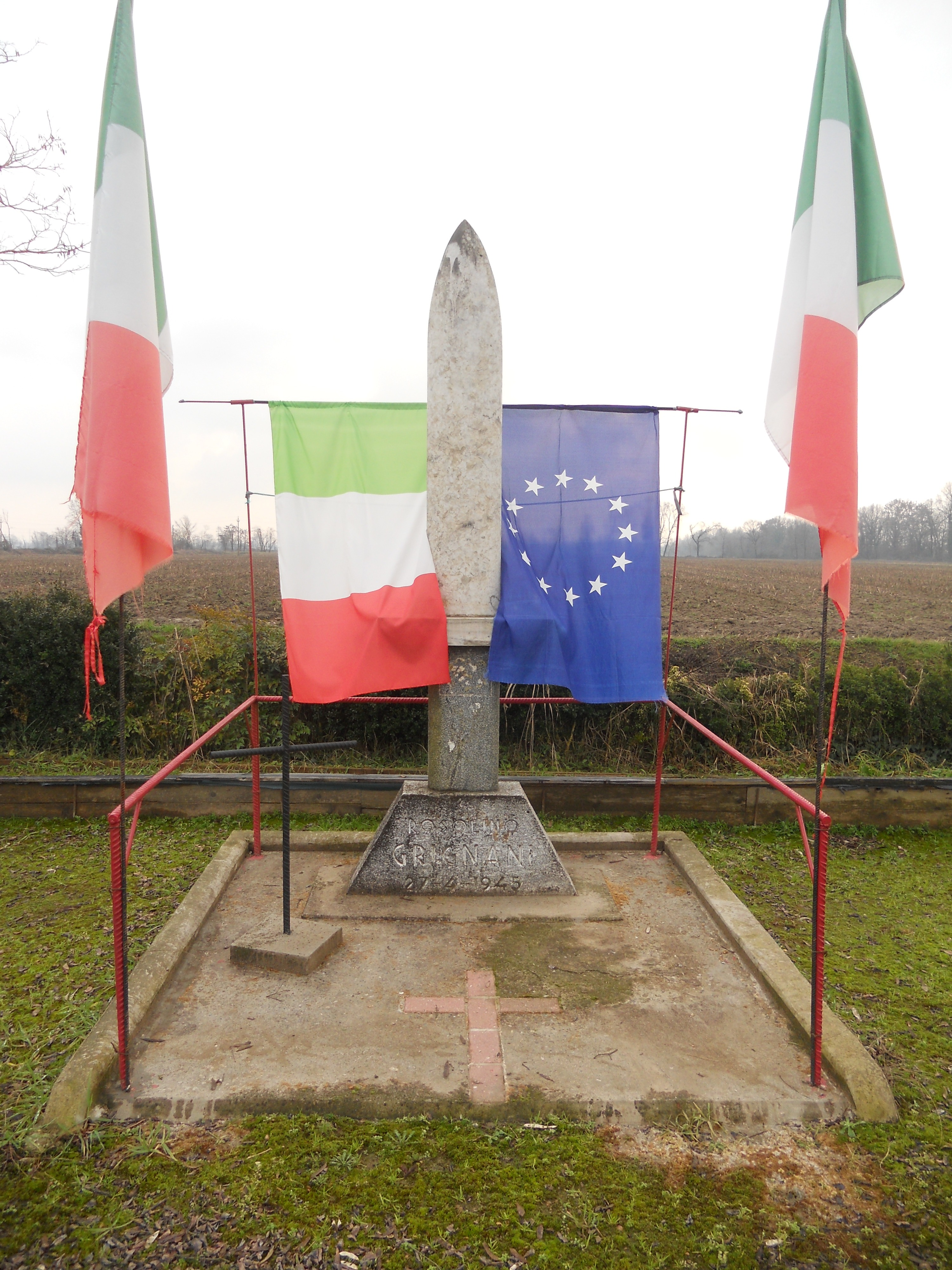
Cippo commemorativo di Grignani Rosolino

Negli ultimi anni del conflitto si impegnò, con i fratelli Desiderio, Piero, Luigi e Carlo, e della sorella Anna residente in una cascina di Magherno nella lotta partigiana, venendo inquadrato nella 174ª Brigata Garibaldi anpimilano.com,  https://anpimilano.com/wp-content/uploads/2020/01/grignani-rosolino.pdf.. Grazie alle competenze acquisite in fabbrica, si occupò prevalentemente di realizzare timbri da apporre ai documenti falsi necessari per l'espatrio in Svizzera di prigionieri alleati e renitenti alla leva repubblichina.
Il 27 aprile 1945, insieme al compagno Domenico Scorbati ("Gino") di Magherno, cercando di raggiungere Lodi a bordo di un sidecar proveniente da Villanterio, venne intercettato da una colonna tedesca in ritirata, nei pressi della cascina Torre de' Dardanoni. Nonostante i due esponessero bandiera bianca, vennero falciati dalla mitraglia. Ferito, Grignani cercò rifugio nei campi, dove venne ritrovato senza vita alcuni giorni più tardi.
In sua memoria è dedicata l'associazione Pugilistica di Lodi "Grignani Boxe".